# フライミー
株式会社フライミー（英：FLYMEe Inc.）は、東京都武蔵野市に本社をおく、日本最大級の家具・インテリア通販サイト「FLYMEe（フライミー）」の運営会社。豊富な商材によりBtoCだけでなく、BtoB（企業向け）のマーケットでも高い支持を得て、設計事務所、インテリアデザイン会社、内装会社などプロユースをターゲットとした、法人向けサービスも展開している。
家具・インテリア通販サイトの運営以外にも、ギフト専門ECサイト「FLYMEe GIFT SALON（フライミーギフトサロン）」も運営している。

## 会社概要
株式会社フライミーは、2011年3月、代表の坂本が東日本大震災をきっかけに創業、2011年8月1日に東京都三鷹市で設立した非上場企業。翌年、2012年2月2日に、家具・インテリア通販サイト「FLYMEe（フライミー）」をオープン。日本だけでなく海外の有名家具ブランドを正規で販売し、扱うブランドの約4割はネットではFLYMEeでしか購入できない。現在では、1000以上のブランドを正規で取り扱い、幅広い価格帯とテイストから、国内外の高感度なブランド家具をはじめ、インテリア雑貨まで、様々な商品を3万点以上と圧倒的な商品数を取り揃えている。リアル店舗は構えておらず、インターネット通販でのみの販売。サイトは全て自社で開発している。
2022年3月24日には、完全子会社である株式会社フライミープロパートナーズと、株式会社フライミーイノベーションズの二社を設立。株式会社フライミープロパートナーズは、オフィス、公共空間等コントラクト事業における家具販売、空間設計およびデザインといったコントラクトの販売部門の強化を目的として、株式会社フライミーイノベーションズは、ITシステムの構築、運用ならびにそれらの受託及びコンサルティング業務といったIT部門を強化する目的で設立された。2023年8月1日には、東京都港区南青山に法人向けのライブオフィス「FLYMEe AOYAMA」を設立。同オフィスのインテリアデザイン設計は、アメリカ合衆国最大の建築設計事務所、ゲンスラー社が監修した。
2023年11月20日、贈答・ギフト需要に向けたECサイト「FLYMEe GIFT SALON （フライミーギフトサロン）」をオープン。家具・インテリアのみならず、インテリアと親和性が高いラグジュアリーな小物を中心としたギフトサービスも行っている。

## 沿革
- 2011年
  - 3月 東京都三鷹市で創業
  - 8月 株式会社フライミーを東京都三鷹市で設立
- 2012年
  - 2月 家具・インテリア通販サイトFLYMEe（https://www.flymee.co.jp ）オープン
- 2013年
  - 7月 東京都三鷹市下連雀3丁目に本社移転
  - 9月 株式会社ネクスト（現 株式会社LIFULL）（現 株式会社LIFULL東証第一部 証券コード：2120）と資本業務提携
- 2014年
  - 2月 FLYMEe新URL （https://flymee.jp ）に移転しリニューアルオープン
  - 4月 株式会社ネクスト（現 株式会社LIFULL）との共同事業HOME'S Style Market開始[4]
  - 5月 神奈川県に物流拠点新設
  - 12月 モダニティ株式会社と業務提携
- 2015年
  - 9月 株式会社T-MEDIAホールディングス（現 株式会社TSUTAYA）と業務提携[5]
- 2016年
  - 3月 千葉県に物流拠点新設
  - 7月 東京都武蔵野市中町1丁目に本社移転
  - 11月 東京都に物流拠点新設
- 2017年
  - 8月 京都府に物流拠点新設
  - 11月 本社オフィス増床
  - 11月 株式会社LIFULLとの資本提携の発展的解消と共同出資会社「LIFULLインテリア」設立[6]
- 2018年
  - 5月 株式会社ユナイテッドアローズとプロジェクト「RE : Store Fixture UNITED ARROWS LTD.」開始[7]
  - 12月 福岡県に物流拠点新設
- 2019年
  - 1月 FLYMEeサイトシステム全面リニューアルオープン
  - 4月 埼玉県に物流拠点新設
  - 9月 株式会社コシックの第三者割当増資を引受け、7,000万円を出資[8]
- 2020年
  - 4月 岐阜県に物流拠点新設
- 2022年
  - 2月 本社オフィス増床
  - 3月 千葉県に物流拠点新設
  - 3月 株式会社フライミープロパートナーズを設立[3]
  - 3月 株式会社フライミーイノベーションズを設立[3]
  - 9月 株式会社フライミー未来コンサルティングを設立
  - 10月 本社オフィス増床
- 2023年
  - 11月 ギフトECサイト「FLYMEe GIFT SALON（フライミーギフトサロン）」をオープン

## 子会社
- 株式会社フライミープロパートナーズ[3]
- 株式会社フライミーイノベーションズ[3]
- 株式会社フライミー未来コンサルティング

## テレビ番組
- ふるさとの未来 - TBS （2020年7月8日、7月15日）[9][10]